# Département Doubs
Doubs [du], amtlich Département du Doubs, ist das französische Département mit der Ordnungsnummer 25. Es liegt im Osten des Landes in der Region Bourgogne-Franche-Comté und ist nach dem Fluss Doubs benannt. Das Département bedeckt eine Fläche von 5234 km² und hat 548.662 Einwohner (Stand 1. Januar 2022). Hauptstadt ist Besançon.

## Geographie
Das Département Doubs grenzt im Norden an das Département Haute-Saône, im äußersten Nordosten an das Territoire de Belfort, im Osten und Südosten an die Schweizer Kantone Jura, Neuenburg und Waadt sowie im Westen an das Département Jura.
Bedeutendster Fluss im Département ist der namengebende Doubs. Dessen wichtigste Nebenflüsse sind die den Südwesten des Départements durchziehende Loue und der die östliche Region bewässernde Dessoubre. Nur der Norden, das Gebiet zwischen dem die Nordwestgrenze bildenden Ognon und dem Unterlauf des Doubs, stellt niedriges Hügelland dar, während der restliche, etwa vier Fünftel ausmachende Teil des Départements, insbesondere der Südosten, gebirgig ist und von vier Kalkketten des Jura durchzogen wird. Die Montagnes du Lomont bilden die niedrigste von diesen Ketten; sie liegen östlich von Baume-les-Dames, steigen bis 835 m an und weisen eine Ost-West-Ausrichtung auf. Tief im Süden des Départements nahe der Schweizer Grenze befindet sich dessen höchste Erhebung, der  Mont d’Or (1463 m). Weitere hohe Berggipfel sind der Morond (1419 m) und der Gros Crêt (1419 m). Zu den größten Seen gehören der Lac de Saint-Point (4,2 km²), Lac de Remoray (0,95 km²) und Lac des Brenets (0,8 km²). Das Klima ist gemäßigt kontinental und regnerisch; es weist einen beträchtlichen Unterschied zwischen der Sommer- und Wintertemperatur auf.

## Geschichte
Auf dem Gebiet des heutigen Départements Doubs siedelten in der Antike die Sequaner. Diese wurden in den 50er-Jahren v. Chr. von Gaius Iulius Caesar dem Römischen Reich unterworfen. Augustus vereinigte das Land mit Gallia Belgica. Bis zum 5. Jahrhundert stand es unter römischer Herrschaft, dann kam es unter die der Burgunden. Ab dem 11. Jahrhundert gehörte es zur Grafschaft Burgund und im Spätmittelalter den Herzögen von Burgund. Durch die Heirat der burgundischen Erbin Maria mit Maximilian von Habsburg fiel das Gebiet 1477 an die spanische Linie der Habsburger, die es im Frieden von Nimwegen 1678 Frankreich überlassen musste.
Das Département Doubs wurde am 4. März 1790 aus Teilen der Freigrafschaft Burgund gebildet. 1796 trat das Haus Württemberg die Grafschaft Mömpelgard an Frankreich ab. Deren Gebiet gehörte bis 1800 zum Département Mont-Terrible, nach dessen Auflösung zum Département Haut-Rhin und schließlich ab 1814 zum Département Doubs. Nach dem Sieg der Alliierten in der Schlacht bei Waterloo war das Département Doubs von Juni 1815 bis November 1818 von österreichischen und Schweizer Truppen besetzt.
Von 1960 bis 2015 gehörte das Département zur Region Franche-Comté, die 2016 in der Region Bourgogne-Franche-Comté aufging.

## Wappen
Durch Wellenschnitt geteilt. Oben: in blau, mit goldenen Schindeln besät, ein aus der Teilungslinie wachsender, rotbewährter, rotbezungter, golden bekrönter goldener Löwe; unten: in gold ein blauer Wellenbalken. 

## Städte
Die bevölkerungsreichsten Gemeinden des Départements Doubs sind:
| Stadt           | Einwohner (2022) | Arrondissement |
| --------------- | ---------------- | -------------- |
| Besançon        | 120.057          | Besançon       |
| Montbéliard     | 25.516           | Montbéliard    |
| Pontarlier      | 17.928           | Pontarlier     |
| Audincourt      | 14.009           | Montbéliard    |
| Valentigney     | 10.624           | Montbéliard    |
| Morteau         | 6.905            | Pontarlier     |
| Grand-Charmont  | 5.865            | Montbéliard    |
| Seloncourt      | 5.812            | Montbéliard    |
| Bethoncourt     | 5.288            | Montbéliard    |
| Baume-les-Dames | 5.064            | Besançon       |

## Verwaltungsgliederung
Das Département Doubs gliedert sich in 3 Arrondissements, 19 Kantone und 563 Gemeinden:
| Arrondissement    | Kantone | Gemeinden | Einwohner 1. Januar 2022 | Fläche km² | Dichte Einw./km² | Code INSEE |
| ----------------- | ------- | --------- | ------------------------ | ---------- | ---------------- | ---------- |
| Besançon          | 11      | 252       | 254.489                  | 1.927,40   | 132              | 251        |
| Montbéliard       | 7       | 168       | 175.105                  | 1.255,74   | 139              | 252        |
| Pontarlier        | 5       | 143       | 119.068                  | 2.050,50   | 58               | 253        |
| Département Doubs | 19      | 563       | 548.662                  | 5.233,64   | 105              | 25         |

Siehe auch:

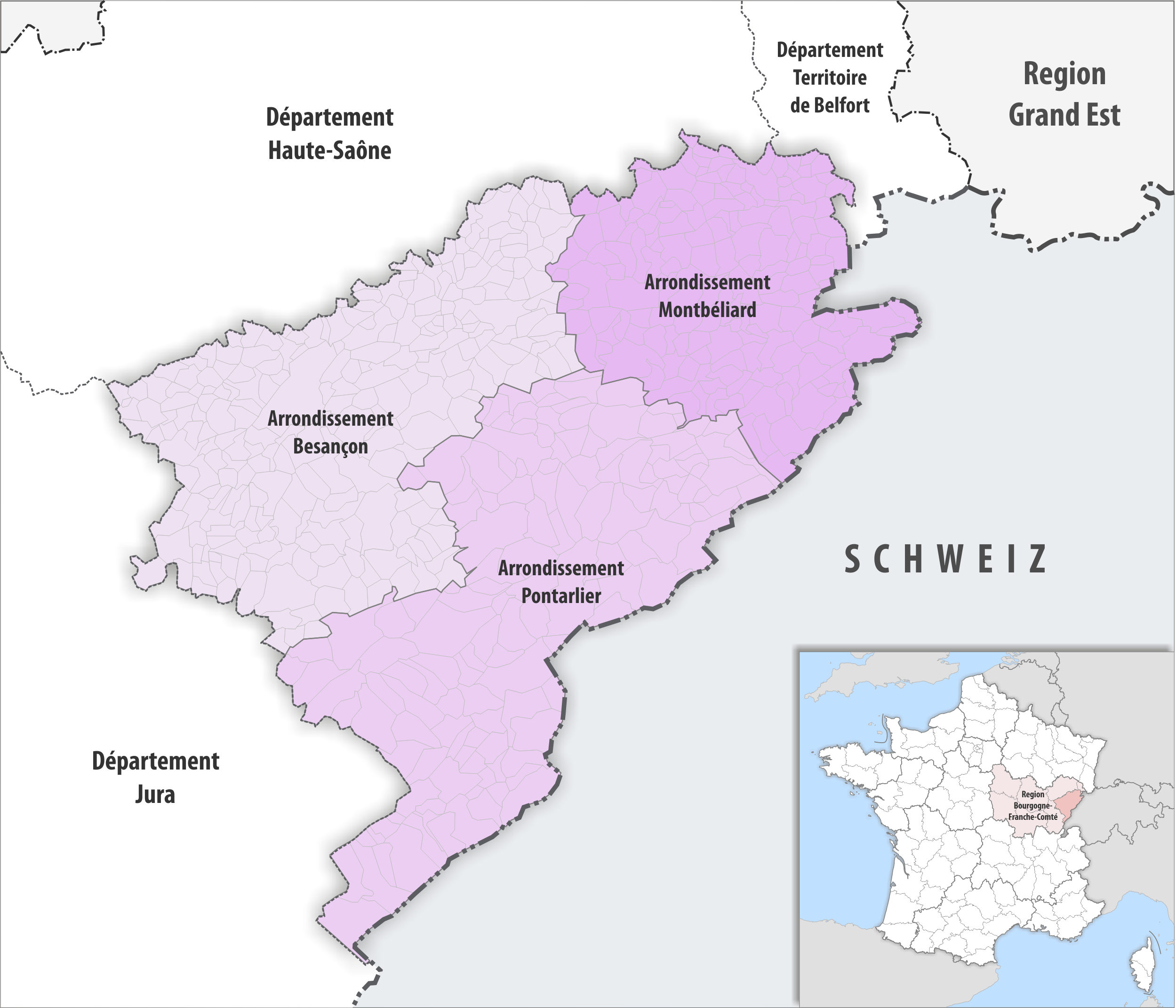
Gemeinden und Arrondissemente im Département Doubs

- Liste der Gemeinden im Département Doubs
- Liste der Kantone im Département Doubs
- Liste der Gemeindeverbände im Département Doubs

## Sehenswürdigkeiten
- Les Salines Royales
- Montbéliard
- Montagney-Servigney-la Forge unweit von Rougemont gelegen. Kleiner Ort mit „eiserner Vergangenheit“: hier findet sich am Fluss Ognon gelegen ein weitgehend erhaltener Hochofen (Haut Fourneau) aus dem 18. Jahrhundert sowie ein neu eingerichteter Erlebnispfad (Sentier de découverte), der den Besucher in die Zeit der Eisengewinnung zurückführt. Eine Köhlerhütte wurde rekonstruiert, und auf Bildtafeln wird die Herstellung des Eisens erläutert.
- Schloss Bournel etwas nördlich von Rougemont im Dörfchen Cubry gelegen. Das völlig restaurierte, prächtige Schloss liegt inmitten einer schönen Golfanlage und dient als Hotel. Der Ort zeichnet sich durch etliche gut restaurierte Häuser aus.